# Amegilla atribasis
Amegilla atribasis är en biart som först beskrevs av Cockerell 1933.  Amegilla atribasis ingår i släktet Amegilla och familjen långtungebin. Inga underarter finns listade i Catalogue of Life.